# Waltz for Debby (альбом, 1962)
Эта статья посвящена записям Village Vanguard 1961 года. Об альбоме 1964 года с Моникой Сеттерлунд см. Waltz for Debby (альбом, 1964).
Waltz for Debby — концертный альбом джазового пианиста и композитора Билла Эванса и его трио, состоящего из Эванса, басиста Скотта ЛаФаро и барабанщика Пола Мотиана. Он был выпущен в 1962 году.

## История
Альбом стал четвёртой и последней работой группы — ЛаФаро погиб в автокатастрофе всего через десять дней после концерта в Village Vanguard, на котором были записаны Waltz for Debby и его предшественник, Sunday at the Village Vanguard. Потеря ЛаФаро сильно ударила по Эвансу, и он ненадолго ушёл в себя. Когда Эванс вернулся к формату трио в конце 1962 года, он играл с Мотианом и басистом Чаком Израэлсом.
Заглавный трек, музыкальный портрет племянницы Эванса, стал неотъемлемой частью его концертного репертуара в последующие годы. Изначально он появился как сольная фортепианная пьеса на дебютном альбоме Эванса, New Jazz Conceptions. Она остаётся, вероятно, самой известной песней Эванса, которую он исполнял на протяжении всей своей карьеры.
Переиздание альбома на CD содержит несколько дополнительных треков. Записи всего дня были выпущены в 2005 году под названием The Complete Village Vanguard Recordings, 1961.

## Приём
| Оценки критиков                     | Оценки критиков |
| Источник                            | Оценка          |
| ----------------------------------- | --------------- |
| All About Jazz                      | [ 2 ]           |
| AllMusic                            | [ 3 ]           |
| DownBeat                            | [ 4 ]           |
| The Encyclopedia of Popular Music   | [ 5 ]           |
| The Penguin Guide to Jazz           | [ 6 ]           |
| The Rolling Stone Jazz Record Guide | [ 7 ]           |

Альбом считается одним из лучших в каноне Эванса, а эмоциональная игра музыкантов, которая в некоторых моментах казалась почти деконструкцией, послужила образцом для игры в фортепианном трио.
Критик AllMusic Том Джурек написал: «В то время как альбом Sunday at the Village Vanguard был сосредоточен на материале, где ЛаФаро солировал в первую очередь, этот альбом — скорее портрет трио тех дней... Из многих записей, выпущенных Эвансом, два Vanguard и Explorations — это наивысшее выражение его легендарного трио». Чейл Бейли из All About Jazz: «Вместе с вундеркиндом-басистом Скоттом ЛаФаро и барабанщиком Полом Мотианом Эванс усовершенствовал своё демократическое видение сотрудничества в трио, где все участники выступали с совершенной эмпатией и телепатией... Именно эти перформансы, доступные в настоящее время под названиями Sunday at the Village Vanguard и Waltz for Debby, являются лучшими джазовыми концертными записями в этой серии»
Он занял 465-е место в третьем издании журнала Колина Ларкина 1000 лучших альбомов всех времен (2000).

## Список треков

### Список треков LP
1. "My Foolish Heart" (Виктор Янг, Нед Вашингтон) – 4:58
2. "Waltz for Debby" [Дубль 2] (Билл Эванс, Джин Лис) – 7:00
3. "Detour Ahead" [Дубль 2] (Лу Картер, Херб Эллис, Джонни Фриго) – 7:37
4. "My Romance" [Дубль 1] (Ричард Роджерс, Лоренц Харт) – 7:13
5. "Some Other Time" (Леонард Бернстайн, Бетти Комден, Адольф Грин) – 5:11
6. "Milestones" (Майлз Дэвис) – 6:30

### Список треков CD
1. "My Foolish Heart" 4:56
2. "Waltz for Debby" [Дубль 2] 7:00
3. "Waltz for Debby" [Дубль 1] 6:46
4. "Detour Ahead" [Дубль 2] 7:37
5. "Detour Ahead" [Дубль 1] 7:13
6. "My Romance" [Дубль 1] 7:12
7. "My Romance" [Дубль 2] 7:15
8. "Some Other Time" 5:11
9. "Milestones" 6:30
10. "Porgy (I Loves You, Porgy)" 5:58

- Примечание к альтернативным дублям: "Для выпуска этого компакт-диска альтернативные версии трех из шести подборок были вставлены сразу после тех, которые изначально были выбраны для выпуска.[...] Три, не дублированные здесь, были сыграны только один раз в тот день. Также включен "Порги", первоначально опущенный из-за нехватки места.[...]" (Оррин Кипньюс, выдержка из буклета).

## Музыканты
- Билл Эванс – пианино
- Скотт ЛаФаро – бас - гитара
- Пол Мотиан – барабаны